# ReadSpeaker
ReadSpeaker est une suite d'applications basées sur le Web qui utilise la technologie text-to-speech pour activer la parole sur des sites Web, des sites mobiles, des flux RSS, des applications mobiles comme l'iPhone, Android ou BlackBerry Apps, ainsi que des documents et formulaires en ligne. Leader mondial dans le domaine de la vocalisation en ligne de contenus sur Internet, les produits ReadSpeaker offrent la possibilité aux personnes malvoyantes, souffrantes de difficultés de lecture, de dyslexie, de déficience visuelle, d'illettrisme d'avoir accès à des documents textes. Un nombre encore plus grand de personnes n'ont tout simplement pas assez de temps pour lire. À l'ère des smartphones et l'Internet mobile, ces problèmes peuvent être exacerbés par l'utilisation de petits écrans.
Les applications ReadSpeaker sont entièrement sur le Web, utilisant le Cloud computing, ce qui signifie qu'elles ne nécessitent aucun téléchargement pour le propriétaire du site ou pour l'utilisateur final qui peut accéder à la version audio du site web à partir de n'importe quel endroit ayant accès à Internet. Les produits ReadSpeaker travaillent avec la grande majorité des systèmes de gestion de contenu, ainsi que tous les principaux navigateurs. Les produits ReadSpeaker peuvent être entièrement personnalisés pour répondre aux besoins des fournisseurs de contenu qui souhaitent fournir une version de synthèse vocale.
Les applications ReadSpeaker sont gratuites pour les utilisateurs finaux et travaillent dans plus de 45 langues et 130 voix, y compris anglais britannique, anglais américain, allemand, suédois, néerlandais, français, italien, espagnol, portugais, arabe et japonais.
"ReadSpeaker" a une grande variété de clients appartenant aux secteurs éducatif, privé, média, public et associatif dans le monde entier. 

## Caractéristiques ReadSpeaker
Voici quelques-unes des caractéristiques que vous pouvez trouver dans les applications ReadSpeaker.
- Surlignage intégré: permet aux visiteurs du site de mettre en valeur du texte qui est actuellement en cours de lecture, sur un mot par mot et / ou phrase en fonction du paramètre qui aura été choisi par l'utilisateur.
- Utilisateur sélection de texte: texte sur une page Web pouvant être sélectionnée à l'aide d'une souris ou trackpad et seulement le texte sélectionné sera alors prononcé.
- RSS to Podcast: ReadSpeaker permet de convertir un flux RSS dans un Podcast afin que les utilisateurs puissent écouter leurs nouvelles préférées.
- Lien de téléchargement MP3: possibilité de télécharger le texte sur une page Web sous la forme d'un fichier MP3 afin de pouvoir le réécouter plus tard.
- PDF et Word : PDF en ligne et les documents Word sont lus par les produits de ReadSpeaker.
- Personnalisés les comportements de lecture: Pour les propriétaires de sites Web qui en font la demande, les produits ReadSpeaker peuvent être personnalisés pour lire une page web d'une manière spécifique, par exemple en coupant certains éléments.
- Dictionnaires personnalisables: mots étrangers, des acronymes, abréviations, noms de marque pour peut être corrigé leur prononciation pour chaque site Web en utilisant les applications de ReadSpeaker.
- Intégration multi-application: Par exemple, la technologie ReadSpeaker peut être additionnés à des applications iPhone existantes pour avoir le contenu du texte lu à haute voix.